# Wallop
Wallop foi originalmente concebido como um serviço de rede social da Internet da Microsoft Research. Como uma startup, a empresa por trás da Wallop foi apoiada por US $ 13 milhões da Microsoft e de capitalistas de risco, incluindo a Norwest Venture Partners, Bay Partners e Consor Capital. A empresa foi posteriormente desmembrada da Microsoft.
Enquanto a equipe Wallop estava trabalhando no lançamento de seu website, a expansão para plataformas de outras redes sociais e sua abertura de APIs levaram à mudança de rumos de Wallop. Em vez de tentar competir com esses provedores de redes sociais já estabelecidos, a empresa descartou seu aplicativo Beta e, conforme declarado em seu site, "Wallop reformulou seu produto e se concentrou no desenvolvimento de aplicações de ponta para plataformas líderes de redes sociais como Facebook e Bebo". A partir de 2008, a empresa deixou seu modelo de serviço de rede social e passou a criar aplicativos para outros sites de redes sociais.

## Amigos
O Wallop possui uma forma divertida de organizar seus amigos ou seu network. Até mesmo pode ser possível fazer um desenho juntos as pequenas fotos dos seus amigos no network.
A partir da hora que alguém lhe envia o convite para o Wallop, essa pessoa está no seu network e te liga a muitas outras pessoas.

## MODs
Mods são pequenos aplicativos em Flash que o usuário do Wallop pode ter em sua página ou em seu Blog. Os Mods podem ser um fundo animado, personagens, ferramentas, frases, etc. Tudo para deixar a página do usuário mais bonita.
Os Mods são feitos por designer independentes. Portanto, a grande maioria pode ser comprado por dinheiro real ou por Wollars. Wollars é um dinheiro virtual na qual o usuário recebe ao se cadastrar no site. Os Mods custam de $ 0,10 a $ 4,00. Também existem vários Mods grátis.

## Fotos
Você pode fazer upload de suas fotos no Wallop. Também colocá-las em modo de slide. Quando colocada em Slide todos que visitarem sua página verão suas fotos em Slide no lado direito da tela.

## Músicas
Você pode fazer upload de suas músicas e disponibilizá-las aos seus amigos da rede.

## Conversação
O Wallop também tem o modo de conversação. Você pode iniciar conversas e também participar de conversas entre outros usuários. Você pode escolher quais posts podem ser visto por todos, apenas um grupo do seu network ou todo seu network.

## Blog
Também um blog é uma ótima opção a todos que querem manter os amigos atualizados com notícias pessoas entre outros. Para ver o blog não é necessario ser um usuário Wallop. Basta que, quem escreve, faça um link externo para sua página inicial.

## Investimentos
Criada pela Microsoft a 4 anos atrás, o Wallop possui investimentos de $13 Milhões de dólares da Microsoft e por investidores de capital de risco incluindo Norwest Venture Partners, Bay Partners e Consor Capital.